# Kefersteinia richardhegerlii
Kefersteinia richardhegerlii là một loài thực vật có hoa trong họ Lan. Loài này được R.Vásquez & Dodson mô tả khoa học đầu tiên năm 2001.